# Ведолізумаб
Ведолізумаб (англ. Vedolizumab, лат. Vedolizumabum) — синтетичний препарат, який є гуманізованим рекомбінантним моноклональним антитілом (від миші до альфа-4-бета-7-інтегрину. Ведолізумаб застосовується внутрішньовенно. Ведолізумаб розроблений у лабораторії компанії «Takeda Pharmaceuticals». У 2013 році компанія подала заявку до FDA для реєстрації ведолізумабу як біологічного експериментального препарату для лікування хвороби Крона і неспецифічного виразкового коліту, причому FDA розлядало цю заяву як пріорітетну. 20 травня 2014 року FDA схвалило застосування ведолізумабу в клінічній практиці, а 27 травня 2014 року ведолізумаб схвалений для клінічного застосування Європейським агентством з лікарських засобів.

## Фармакологічні властивості
Ведолізумаб — синтетичний лікарський препарат, який є гуманізованим (від миші) рекомбінантним моноклональним антитілом до альфа-4-бета-7-інтегрину. Механізм дії препарату полягає у зв'язуванні ведолізумабу з альфа-4-бета-7-інтегрином, який відноситься до так званих молекул адгезії, та сприяє адгезії Т-лімфоцитів до клітин слизової оболонки товстої кишки, що спричинює розвиток запального процесу, характерного для хвороби Крона та неспецифічного виразкового коліту. Після зв'язування з альфа-4-бета-7-інтегрином ведолізумаб блокує адгезію лімфоцитів на слизовій оболонці кишки, що призводить до зменшення запального процесу в слизовій оболонці. Ведолізумаб селективно зв'язується лише із альфа-4-бета-7-інтегрином. який спричинює виникнення запального процесу лише у травному тракті, та, на відміну від іншого антагоніста інтегрину наталізумаба, не зв'язується з іншими фракціями інтегрину, які можуть проникати через гематоенцефалічний бар'єр, що може спричинювати серйозні побічні ефекти. Ведолізумаб застосовується при хворобі Крона та неспецифічному виразковому коліті при неефективності глюкокортикоїдів, імуносупресантів та антагоністів фактору некрозу пухлини. У клінічних дослідженнях ведолізумаб сприяв зниженню активності захворювання, індукції ремісії захворювання, а також тривалому підтриманню ремісії захворювання. При застосуванні ведолізумабу спостерігається нижча кількість побічних ефектів, ніж при застосуванні інших антагоністів інтегрину, і ці побічні явища у переважній більшості випадків були легкими або помірними. Проводяться також дослідження можливості застосування ведолізумабу при ВІЛ-інфекції для заміни традиційній антиретровірусній терапії з метою запобігання інтеграції вірусу з клітинами слизової оболонки кишки, що в подальшому призводить до блокування проникнення вірусу в лімфоцити.

### Фармакокінетика
Ведолізумаб повільно розподіляється в організмі після внутрішньовенного застосування, біодоступність препарату не досліджена. Ведолізумаб не зв'язується з білками плазми крові, не проникає через гематоенцефалічний бар'єр. Дані про метаболізм препарату та шляхи виведення з організму відсутні. Період напіввиведення препарату з організму становить у середньому 25 діб, і цей час не змінюється при печінковій та нирковій недостатності, а також у хворих різних вікових груп. Кліренс ведолізумабу може змінюватися лише у зв'язку із більшою масою тіла пацієнтів, низьким вмістом альбуміну в крові або із наявністю циркулюючих антитіл до препарату.

## Покази до застосування
Ведолізумаб застосовується при хворобі Крона та неспецифічному виразковому коліті при неефективності попереднього лікування глюкокортикоїдами, імуносупресантами та антагоністами фактору некрозу пухлини.

## Побічна дія
При застосуванні ведолізумабу побічні ефекти спостерігаються значно рідше, ніж при застосуванні інших антагоністів інтегрину, і ці побічні явища у переважній більшості випадків були легкими або помірними. Найчастішими побічними ефектами препарату є різноманітні інфекційні захворювання, найчастіше інфекції травної системи, пневмонії, гострі респіраторні інфекції. Частим побічним ефектом препарату є також головний біль. Іншими побічними ефектами препарату є:
- Алергічні реакції та з боку шкірних покривів — шкірний висип, свербіж шкіри, екзема, еритема шкіри, акне або фолікуліт, підвищена пітливість.
- З боку травної системи — кандидоз ротової порожнини, нудота, диспепсія, запор, метеоризм, геморой, анальна тріщина.
- З боку нервової системи — парестезії.
- З боку серцево-судинної системи — артеріальна гіпертензія.
- З боку дихальної системи — часто кашель, бронхіт, синусит, фарингіт, біль у ротовій порожнині або глотці, закладеність носа.
- З боку опорно-рухового апарату — артралгії, біль у спині, спазми м'язів, біль у кінцівках.
- Реакції у місці введення препарату — біль або подразнення у місці введення препарату, гарячка.

## Протипокази
Ведолізумаб протипоказаний при застосуванні при підвищеній чутливості до препарату; активному перебігу інфекцій, зокрема туберкульозу, сепсису, цитомегаловірусної інфекції, лістеріозу, прогресуючої мультифокальної лейкоенцефалопатії; особам у віці до 18 років. Препарат не рекомендований до застосування при вагітності та годуванні грудьми.

## Форми випуску
Ведолізумаб випускається у вигляді ліофілізату для приготування розчину для інфузій по 300 мг у флаконах.